# ФК Јединство Нови Бечеј
ФК Јединство је фудбалски клуб из Новог Бечеја, Србија, и тренутно се такмичи у Војвођанскoj лиги Исток, четвртом такмичарском рангу српског фудбала. Клуб је основан 1927. године и део је Спортског друштва Јединство Нови Бечеј. Боје клуба су црвена и бела.

## Историја

### Почеци
Прва фудбалска утакмица у Новом Бечеју је одиграна 1. августа 1909. између екипа из Новог Бечеја и Зрењанина, док је први фудбалски клуб основан 1911. под именом ТСЕ (Турскобечејско спортско удружење).
Фудбалски клуб Јединство основао је 10. августа 1927. апотекар Ђорђе Станојевић из Београда, који је имао апотеку у Новом Бечеју. Године 1929. је примљен у чланство Фудбалског савеза и са такмичењем је кренуо у Великокикиндској групи, у којој се такмичило пет клубова.

### Највећи успеси
Јединство је у сезони 1979/80. по први пут заиграло у Војвођанској лиги, тада трећем рангу такмичења, а пласман у Војвођанску лигу је изборило у квалификацијама против Сенте (2:3, 4:1). Ипак испало је већ у првој сезони, пошто је сезону завршило на претпоследњем месту.
Као првак Подручне лиге Зрењанин у сезони 1981/82. Јединство је обезбедило учешће у квалификацијама за пласман у виши ранг, где је победило ЧСК из Челарева са 3:1 код куће и 1:0 у гостима и тако се након две сезоне Јединство вратило у Војвођанску лигу. Тренер екипе у оба пласмана у Војвођанску лигу је био Владимир Пап.
Најбољи резултат у клупској историји је остварен у сезони 1982/83. Војвођанске лиге, када је Јединство под вођством тренера Јосипа Пирмајера било надомак пласмана у Другу савезну лигу Југославије, али је сезону ипак завршило на другом месту иза Врбаса.
Клуб се још две сезоне такмичио у Војвођанској лиги, у сезони 1983/84. заузео је четрнаесто месту, док је сезону 1984/85. завршио на последњем месту.
У сезони 2012/13. Јединство се освајањем првог места у Војвођанској лиги Исток пласирало у Српску лигу Војводина, што ће бити прво учешће у трећем рангу такмичења од сезоне 1984/85.

## Новији резултати
| Сезона   | Ранг | Лига                   | Позиција | ИГ | Д  | Н | П  | ГД | ГП | ГР  | Бод | Куп                  |
| -------- | ---- | ---------------------- | -------- | -- | -- | - | -- | -- | -- | --- | --- | -------------------- |
| 2004/05. | 5    | ПФЛ Зрењанин           | 1.       | ?  | ?  | ? | ?  | ?  | ?  | ?   | 69  | Није се квалификовао |
| 2005/06. | 4    | Војвођанска лига Исток | 5.       | 30 | 15 | 2 | 13 | 58 | 42 | +16 | 47  | Није се квалификовао |
| 2006/07. | 4    | Војвођанска лига Исток | 8.       | 28 | 12 | 5 | 11 | 61 | 54 | +7  | 41  | Није се квалификовао |
| 2007/08. | 4    | Војвођанска лига Исток | 5.       | 30 | 14 | 5 | 11 | 55 | 48 | +7  | 47  | Није се квалификовао |
| 2008/09. | 4    | Војвођанска лига Исток | 9.       | 34 | 13 | 7 | 14 | 61 | 51 | +10 | 46  | Није се квалификовао |
| 2009/10. | 4    | Војвођанска лига Исток | 12.      | 34 | 16 | 2 | 16 | 68 | 56 | +12 | 50  | Није се квалификовао |
| 2010/11. | 4    | Војвођанска лига Исток | 5.       | 30 | 16 | 4 | 10 | 84 | 55 | +29 | 52  | Није се квалификовао |
| 2011/12. | 4    | Војвођанска лига Исток | 5.       | 30 | 15 | 6 | 9  | 68 | 48 | +20 | 51  | Није се квалификовао |
| 2012/13. | 4    | Војвођанска лига Исток | 1.       | 30 | 23 | 5 | 2  | 77 | 28 | +49 | 74  | Није се квалификовао |
| 2013/14. | 3    | Српска лига Војводина  | 15.      | 30 | 6  | 8 | 16 | 27 | 55 | -28 | 26  | Није се квалификовао |
| 2014/15. | 4    | Банатска зона          | 11.      | 30 | 12 | 4 | 14 | 52 | 46 | +6  | 40  | Није се квалификовао |
| 2015/16. | 4    | Банатска зона          | 4.       | 30 | 14 | 6 | 10 | 52 | 39 | +13 | 48  | Није се квалификовао |
| 2016/17. | 4    | Војвођанска лига Исток | 10.      | 30 | 10 | 7 | 13 | 49 | 58 | -9  | 37  | Није се квалификовао |
| 2017/18. | 4    | Војвођанска лига Исток | 7.       | 30 | 14 | 2 | 14 | 43 | 55 | -12 | 44  | Није се квалификовао |
| 2018/19. | 4    | Војвођанска лига Исток | 13.      | 30 | 10 | 6 | 14 | 54 | 42 | +12 | 36  | Није се квалификовао |